# Calendário fascista

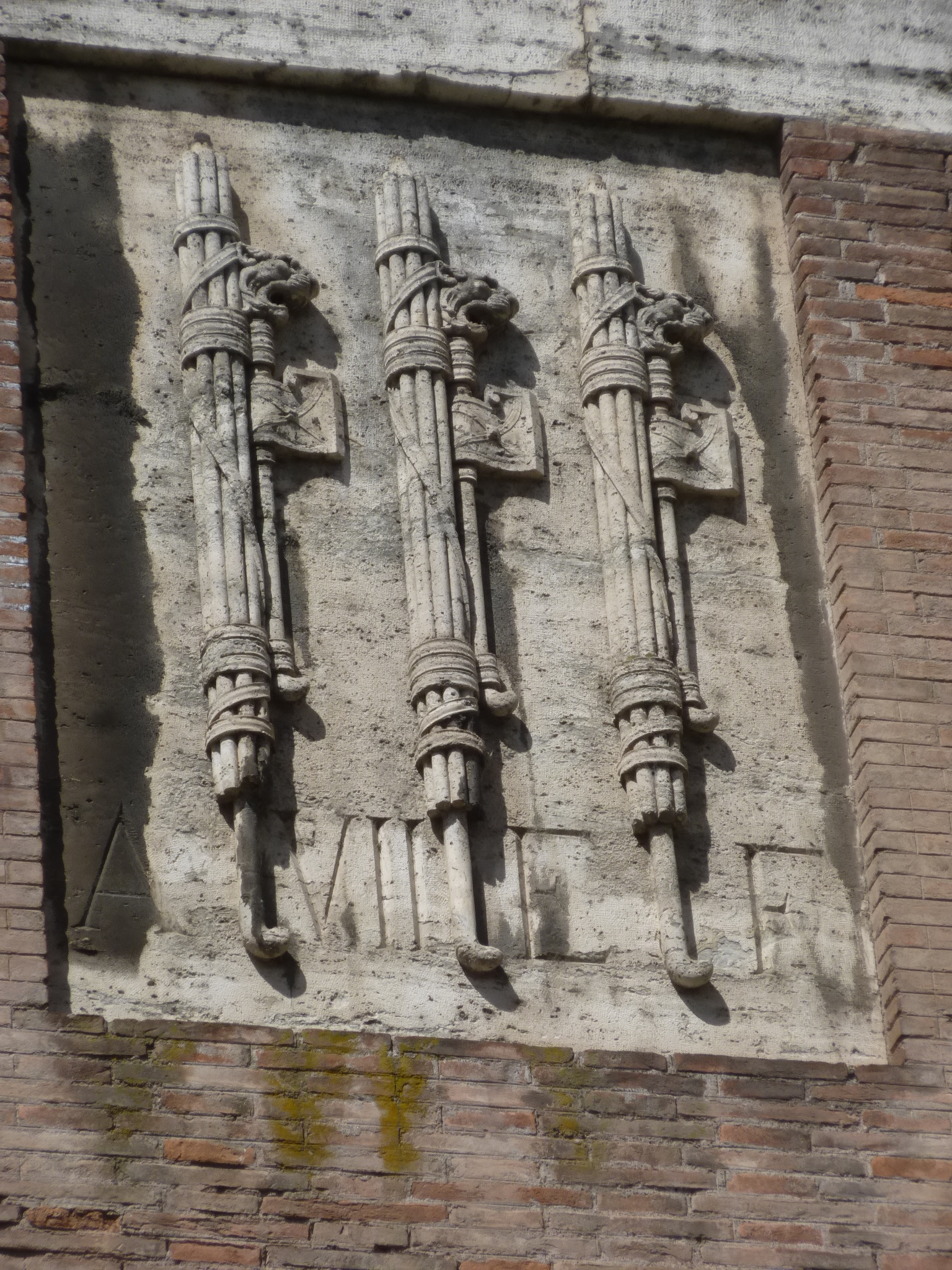
Uma placa com fasces no Teatro de Marcelo, datada de A. VII E.F.

O calendário fascista foi uma era de calendário (numeração de anos) utilizada na Itália fascista e inspirada no calendário revolucionário francês para demarcar a era do governo fascista. O calendário fascista foi concebido para substituir o calendário gregoriano que os fascistas consideravam "burguês" e para marcar o surgimento de uma "nova era".
O calendário fascista foi introduzido em 1926 e oficializado em Anno V (1927), tomando como Anno I a chegada ao poder de Benito Mussolini após a Marcha sobre Roma em 1922. O décimo aniversário da Marcha sobre Roma, Anno X, foi chamado Decennale. A peça central da propaganda de Anno X foi a Exposição da Revolução Fascista. Cada ano da Era Fascista era um Anno Fascista (A.F.). O ano às vezes foi escrito como "Anno X", "A. X" ou marcado como "E.F.".
O calendário foi abandonado na maior parte da Itália com a queda do fascismo em 1943 (Anno XXI), embora tenha continuado a ser utilizado na República Social Italiana até a morte de Mussolini em abril de 1945 (Anno XXIII). Muitos monumentos na Itália ainda trazem datas da era fascista.